# Curtis Rowe
Curtis Rowe, Jr. (Bessemer, Alabama; 2 de julio de 1949) es un exjugador de baloncesto estadounidense que disputó ocho temporadas en la NBA. Con 2,00 metros de altura jugaba en la posición de alero.

## Trayectoria deportiva

### Universidad
Jugó durante 4 temporadas con los Bruins de la Universidad de California Los Ángeles, donde coincidió en su primera temporada con Lew Alcindor, que más tarde sería conocido como Kareem Abdul Jabbar, y con el que ganó su primer título de Campeón de la NCAA. Al año siguiente, tras la marcha de Alcindor a la NBA, nadie apostaba por la continuidad del dominio de UCLA, pero junto a Rowe estaban jugadores como Sidney Wicks o Steve Patterson que dieron continuidad al equipo que había dominado los últimos años de la década de los 60, y que acabaron consiguiendo dos títulos más, en 1970 y 1971.
En sus cuatro años de universidad promedió 15,2 puntos y 8,8 rebotes por partido.

### Profesional
Fue elegido en la undécima posición del Draft de la NBA de 1971 por Detroit Pistons, donde jugó durante cinco temporadas, llegando a disputar el All-Star Game en la última de ellas, en la que promedió 16,0 puntos y 8,7 rebotes por partido. En la temporada 1976-77 fichó por Boston Celtics, donde, a pesar de coincidir con jugadores de la talla de John Havlicek, Sidney Wicks, Dave Cowens, Tiny Archibald, Bob McAdoo  o Jo Jo White, no consiguió ganar ningún anillo de campeón de la NBA.
Se retiró al finalizar la temporada 1978-79 tras promediar 11,6 puntos y 7,2 rebotes por partido.

## Estadísticas de su carrera en la NBA

### Temporada regular
| Año      | Equipo   | PJ  | MPP  | %TC  | %TL  | RPP | APP | ROB | TPP | PPP  |
| -------- | -------- | --- | ---- | ---- | ---- | --- | --- | --- | --- | ---- |
| 1971–72  | Detroit  | 82  | 32.5 | .460 | .669 | 8.5 | 1.2 | –   | –   | 11.3 |
| 1972–73  | Detroit  | 81  | 37.1 | .519 | .642 | 9.4 | 2.1 | –   | –   | 16.1 |
| 1973–74  | Detroit  | 82  | 30.5 | .494 | .698 | 6.3 | 1.7 | .6  | .4  | 10.7 |
| 1974–75  | Detroit  | 82  | 34.0 | .483 | .753 | 7.1 | 1.5 | .6  | .5  | 12.4 |
| 1975–76  | Detroit  | 80  | 37.5 | .468 | .737 | 8.7 | 2.3 | .6  | .6  | 16.0 |
| 1976–77  | Boston   | 79  | 27.7 | .498 | .708 | 7.1 | 1.4 | .3  | .6  | 10.1 |
| 1977–78  | Boston   | 51  | 17.9 | .451 | .742 | 4.0 | .9  | .3  | .2  | 6.1  |
| 1978–79  | Boston   | 53  | 23.1 | .436 | .693 | 4.6 | 1.3 | .3  | .2  | 6.7  |
| Total    | Total    | 590 | 31.0 | .482 | .701 | 7.2 | 1.6 | .5  | .5  | 11.6 |
| All-Star | All-Star | 1   | 8.0  | .000 | .500 | 2.0 | .0  | –   | –   | 1.0  |

### Playoffs
| Año   | Equipo  | PJ | MPP  | %TC  | %TL  | RPP | APP | ROB | TPP | PPP  |
| ----- | ------- | -- | ---- | ---- | ---- | --- | --- | --- | --- | ---- |
| 1974  | Detroit | 7  | 32.7 | .481 | .615 | 7.4 | 1.6 | .4  | .9  | 8.3  |
| 1975  | Detroit | 3  | 38.3 | .515 | .526 | 8.7 | 5.0 | .3  | 1.7 | 14.7 |
| 1976  | Detroit | 9  | 38.4 | .477 | .853 | 7.8 | 2.9 | .7  | .9  | 15.0 |
| 1977  | Boston  | 9  | 26.3 | .471 | .759 | 8.0 | 1.1 | .1  | .4  | 9.6  |
| Total | Total   | 28 | 33.1 | .481 | .726 | 7.9 | 2.2 | .4  | .8  | 11.5 |